# Engelbert Franzois (Domherr, † 1469)
Engelbert Franzois (* im 14. oder 15. Jahrhundert; † 5. Oktober 1469) war Domherr in Münster.

## Leben
Engelbert Franzois entstammte dem märkischen Rittergeschlecht Franzois und war der Sohn des Heinrich Franzois. Seine Brüder Heinrich und Hermann waren Kanoniker. Ob mit dem gleichnamigen Domherrn Engelbert Franzois († 1361) verwandtschaftliche Beziehungen bestanden, ist nicht belegt, denn dessen genealogische Abstammung ist nicht überliefert.
Am 31. März 1424 bat Engelbert als Kölner Kleriker um die Dompräbende des verstorbenen Domherrn Rotger Buck, in deren Besitz er dann kam. 1463 erhielt er die Obedienz Sommersell sive Blasii. Der Domdechant Hermann von Langen war Engelberts Testamentsvollstrecker und stiftete am 13. März 1477 dem Eligiusaltar in der Michaeliskapelle eine jährliche Rente von zweieinhalb Goldgulden.